# James Romero
James Christopher Romero (* 17. Januar 1989) ist ein professioneller US-amerikanischer Pokerspieler. Er gewann 2016 das Main Event der World Poker Tour.

## Persönliches
Romero studierte Finanzwissenschaften an der University of Oregon. Er lebt in Las Vegas.

## Pokerkarriere
Romero spielt online unter den Nicknames boardrider68 (PokerStars), skielanskis (Full Tilt Poker), shniggle (Carbon Poker) und lilpunts68 (Lock Poker). Im Mai 2013 erzielte er seine erste Geldplatzierung bei einem Live-Turnier, seit 2016 spielt er regelmäßig bei Live-Events.
Romero gewann Anfang Dezember 2016 das Main Event der World Poker Tour im Hotel Bellagio am Las Vegas Strip. Dafür setzte er sich gegen 790 andere Spieler durch und sicherte sich eine Siegprämie von knapp 2 Millionen US-Dollar. Im Juni 2017 war er erstmals bei der World Series of Poker (WSOP) im Rio All-Suite Hotel and Casino am Las Vegas Strip erfolgreich und kam bei sechs Turnieren der Variante No Limit Hold’em in die Geldränge. Im Februar 2018 gewann Romero ein Event des L.A. Poker Classic in Los Angeles mit einer Siegprämie von knapp 100.000 US-Dollar. Ende Juni 2018 belegte er bei einem Turnier der DeepStack Championship Poker Series im Venetian Resort Hotel am Las Vegas Strip den mit knapp 300.000 US-Dollar dotierten dritten Platz. Ende Oktober 2018 wurde Romero beim High Roller der World Series of Poker Europe im King’s Resort in Rozvadov Siebter und erhielt rund 115.000 Euro. Mitte Januar 2019 belegte er bei einem Event des PokerStars Caribbean Adventures auf den Bahamas den zweiten Platz und sicherte sich aufgrund eines Deals knapp 125.000 US-Dollar. Ende Juni 2019 wurde Romero bei einem Monster-Stack-Event im Venetian Dritter für über 150.000 US-Dollar. Mitte August 2019 wurde er bei einem Turnier der Seminole Hard Rock Poker Open in Hollywood, Florida, Zweiter und sicherte sich mehr als 250.000 US-Dollar. Mitte Januar 2020 belegte Romero beim Main Event der partypoker Millions UK in Nottingham den mit 420.000 US-Dollar dotierten dritten Platz. Im Februar 2020 setzte er sich beim Super High Roller der partypoker Millions South America durch und erhielt den Hauptpreis von 325.000 US-Dollar.
Insgesamt hat sich Romero mit Poker bei Live-Turnieren mehr als 6 Millionen US-Dollar erspielt.